# Time Actor
Time Actor is het eerste muziekalbum dat verscheen onder de naam Richard Wahnfried, ditmaal in combinatie met Arthur Brown. Richard Wahnfried is het pseudoniem van Klaus Schulze, voor die muziek, die afweek van zijn gangbare repertoire. In dit geval leunt de muziek van Time Actor op techno en trance, met een haast altijd aanwezige beat (wel met een laag bpm-tempo). De muziek verschilt daardoor eigenlijk nauwelijks van het “normale” werk van Schulze, alleen is de factor percussieklank naar voren gehaald. Wat wel afwijkt van zijn standaardrepertoire (zeker toen) was de zang. In dit geval wel die verzorgd door Arthur Brown, bekend van The Crazy World of Arthur Brown. Het album is opgenomen in de privégeluidsstudio van Schulze, nadat hij Brown had gevraagd samen een concert te geven. Het album verscheen op het platenlabel Innovative Connection, ook iets dat Schulze had opgezet voor afwijkend repertoire van hemzelf (en anderen). 

## Musici
Er spelen meerdere bekende musici op dit album:
- Arthur Brown – zang
- Harmony Brown – zang
- Vincent Crane, Richard Wahnfried – toetsinstrumenten
- Michael Shrieve – slagwerk (hij speelde met Schulze in Go)
- Wolfgang Tiepold – cello.

## Muziek
Alle van Brown/Wahnfried, behalve waar aangegeven

| Nr. | Titel                           | Duur  |
| --- | ------------------------------- | ----- |
| 1.  | Time actor                      | 8:58  |
| 2.  | Time factory                    | 10:39 |
| 3.  | Charming the wind               | 4:48  |
| 4.  | Grandma’s clockwork (Wahnfried) | 4:08  |
| 5.  | Distortion emission I           | 5:29  |
| 6.  | The silent sound of the ground  | 15:02 |
| 7.  | Time echoes                     | 8:20  |